# Garcia House
Das Garcia House ist ein 1962 errichtetes Wohnhaus in Los Angeles. Das gelegentlich auch Rainbow House genannte, aus Filmen und Werbespots bekannte Gebäude wurde von John Lautner entworfen. Zu seinen ehemaligen Bewohnern zählen unter anderem Russell Garcia, Vincent Gallo und Bill Damaschke.

## Lage
Das Wohnhaus liegt an der Straße Mulholland Drive im Stadtteil Hollywood Hills von Los Angeles. Das Zentrum der Stadt, Downtown Los Angeles, befindet sich etwa 18 Kilometer südöstlich.
Das 900 m² große Grundstück ist wie bei vielen von Lautner errichteten Häusern (beispielsweise Silvertop, Arango House, die Sheats-Goldstein Residence oder Elrod House), abschüssig. Etwa 20 Meter unterhalb des Gebäudes liegt die Straße La Cuesta Drive. Vom Haus aus hat man Ausblick auf Downtown Los Angeles.

## Stil
Bei einer Breite von 50 Metern und einer Tiefe von 5,5 Metern wird das Garcia House deutlich von seinem symmetrischen, geschwungenen Dach dominiert, das dem Gebäude die Form eines in die Länge gezogenen Kreissegments gibt. Auf einer Seite setzt das Haus mittels sechs kurzer, stabiler Säulen auf dem abschüssigen Gestein auf, auf der anderen Seite wird es durch vier 18 Meter hohe Stelzen, die in zwei „V“s angeordnet sind, gestützt. Eine solch freie Konstruktion hat bei Lautners Werken sonst nur noch die Chemosphere. Das architektonische Prinzip der Konstruktion entspricht dem, das auch bei Hängebrücken angewendet wird. Die beiden langgezogenen Seiten des Gebäudes sind komplett verglast.
Der Eingang befindet sich auf der Rückseite des zweistöckigen Hauses auf Höhe des oberen Stockwerks. Der Eingang liegt dabei auf dem Niveau des Mulholland Drive; dort befindet sich auch eine Garage. Da das Grundstück bereits nach wenigen Metern in einen steilen Abhang übergeht, wurde für die etwa fünf Meter Weg zwischen Einfahrt und Gebäude eine Brücke konstruiert. Von der Eingangstür führt eine einläufige Kreisbogentreppe hinab ins Erdgeschoss. Sie endet etwa in der Mitte des Hauses in einem nach außen offenen Bereich, der das Gebäude in zwei abgeschlossene Teile teilt, den privaten Bereich (im Nordwestflügel) und den Wohnbereich (im Südostflügel). Nur der private Bereich verfügt dabei über ein zweites Stockwerk in Form einer Galerie, die mit der Eingangstür verbunden ist. Über allem liegt das bogenförmige Dach. Ein ausladender, wie das Haus bogenförmiger Balkon auf der Talseite verläuft vom Eingangsbereich bis etwa zur Mitte des Wohnbereichs.
Nämlicher Wohnbereich beginnt mit einem Esszimmer mit angrenzender Küche; ein paar Stufen führen von dort hinunter in das Wohnzimmer, das durch eine niedrige Schrankwand von der Küche abgegrenzt ist. Nach oben wird die Schrankwand durch eine massive Granitplatte abgeschlossen, die gleichzeitig eine Arbeitsplatte der Küche ist. Von der Küche aus gibt es einen Zugang zum hinteren, sichtgeschützten Balkon, der auf den Hang aufsetzt und dadurch den Charakter eine Terrasse hat. Das Wohnzimmer mit seinem offenen Kamin, dessen steinerner Schornstein die einzige Unterbrechung der Dachkonstruktion darstellt, umfasst die volle Höhe des Hauses und hat eine Raumhöhe von bis zu zehn Metern – „bis zu“, weil es sich mittig unter dem geschwungenen Dach befindet. Die „J“-förmige Sitzgruppe ist einbetoniert und mithin ortsgebunden. Die Vorder- und Rückwände der beiden Bereiche des Hauses sind komplett verglast. Der von der Kreisbogentreppe eingefasste Bereich ist nach unten offen, das heißt, von der Treppe aus blickt man direkt hinunter auf die Vegetation des Hangs. Am äußeren Ende des Wohnzimmer gibt es eine Stahltreppe, die hinunter in den Gartenbereich führt, der über 200 verschiedene Pflanzenarten beinhaltet. Dort führt ein Pfad unterhalb des Hauses zum auf der anderen Seite des Grundstücks befindlichen, wie ein Diamant geformten Swimming Pool, dessen Liegeflächen aus handgegossenem Terrazzo bestehen.
Der private Bereich des Hauses verfügt über drei Schlaf- und Badezimmer und eine Bibliothek. Die Wohnfläche beträgt etwas über 240 Quadratmeter.
Wegen seines geschwungenen Dachs und der teils aus Buntglas bestehenden Fensterelemente wird das Haus gelegentlich auch „Rainbow House“ (Regenbogenhaus) genannt; der Alternativname wurde in den 1960er-Jahren durch einen Grundstücksmakler geprägt. Die bunten Fenster sollten laut Lautner den Blick auf die Umgebung auflockern; zur Fertigstellung des Hauses war das Areal noch komplett baumlos.
Lautner selbst fasste das Designkonzept als „lamellenförmig gestaltete, hölzerne Bögen, die sich in die (umgebenden) Hügel einfügen“ zusammen. Das umgebende Gelände ist hügelig, und die Form des Gebäudes soll einen weiteren Hügel simulieren.

## Geschichte
Das Garcia House wurde von 1958 bis 1962 erbaut. Auftraggeber des Wohnhauses waren der US-amerikanische Filmkomponist und Arrangeur Russell Garcia und seine Frau Gina Mauriello Garcia. Lautner entwarf ein ganzheitliches Konzept aus Haus und Grundstück, das drei zusammenhängende Parzellen erforderte, die Garcia erwarb. Das Dach sollte ursprünglich aus Wellblech bestehen, ein Einspruch der Baubehörde machte aber ein Neudesign mit einer Stahlkonstruktion notwendig. Die ungewöhnliche Konstruktion mit zwei in sich geschlossenen Bereichen des Hauses war keine originäre Idee Lautners, sondern den religiösen Vorstellungen der Garcias geschuldet: Beide hingen dem Bahaitum an, das Schlafen und Essen in getrennten Räumlichkeiten vorschreibt. Aus finanziellen Gründen wurden Teile von Lautners Entwurf nicht realisiert, so ein ursprünglich geplanter Swimming Pool. Beim Außenanstrich wich Garcia von Lautners Plänen ab und ließ die Betonflächen in einem Farbton streichen, den Lautner retrospektiv als „krankhaftes Kriegsschiff-Grau“ bezeichnete. Später wurde das Haus in ein Meerschaum-Grün umgestrichen. Gegenüber der heutigen Anmutung des Hauses gab es Unterschiede. So hatte das Haus ursprünglich keinen bewohnbaren zweiten Stock. Der Raum über dem privaten Bereich wurde als zum Tal hin offene Garage genutzt.
1966 verkauften die Garcias ihren gesamten Besitz und zogen nach Neuseeland. 1968 wurde die Garage vom neuen Eigentümer in ein Schlafzimmer mit eigenem Bad umgebaut und als Hauptschlafzimmer genutzt.
1986 erwarb der Anwalt David Grey das Haus. Er kontaktierte Lautner und nahm mit dessen Zustimmung großflächige Änderungen an der inneren Architektur des Gebäudes vor; unter anderem versetzte er tragende Wände. Greys Änderungen manifestierten größtenteils den heutigen baulichen Zustand des Hauses. Beim Innendesign ging Grey recht rabiat vor und passte die Einrichtung dem Zeitgeist der 1980er-Jahre an. Er veranlasste auch einen neuen Anstrich in Lautners ursprünglich präferierter Farbe Betongrau. Später verkaufte er das Haus an den Schauspieler Vincent Gallo.
2002 trennte sich Gallo für 1,3 Millionen US-Dollar vom Garcia House; neue Eigentümer wurden der Film- und Theaterproduzenten Bill Damaschke und sein Partner John McIlwee. McIlwee war im Vorstand der John Lautner Foundation tätig, die sich mit der Verwaltung des architektonischen Erbes Lautners befasst. Im Laufe der folgenden 20 Jahre investierten sie etwa 1 Million Dollar in Renovierungen und Restaurierung. Größtenteils waren die Arbeiten eine Rekonstruktion des ursprünglichen Zustands des Hauses; Damaschke und McIlwee konsultierten unter anderem den Erstbesitzer Garcia und arbeiteten anhand von Lautners ursprünglichen Entwurfsskizzen. Federführend war das Architekturbüro Marmol Radziner, das sich auf die Restauration historischer Bauten spezialisiert hat und beispielsweise das Kaufmann Desert House in seinen Originalzustand zurückversetzt hatte. Die Arbeiten umfassten im Jahr 2008 auch den Bau des Swimming Pools, der in den ursprünglichen Plänen Lautners enthalten war. Der einzige bauliche Eingriff in Lautners originären Entwurf war der Umbau eines Schlafzimmers in ein Badezimmer, das dadurch über die vollverglaste Südwestwand des alten Schlafzimmers verfügt und von der Badewanne aus einen Ausblick auf Los Angeles bietet. Damaschke und McIlwee installierten großflächige Gemälde und Fotografien zeitgenössischer Künstler im Haus, so von Diane Arbus, Raymond Pettibon, Terry Richardson und Cindy Sherman. 
Im Januar 2023 wurde das Haus für 16 Millionen Dollar zum Verkauf angeboten und zwei Monate später für 12,5 Millionen Dollar verkauft. Den Zuschlag erhielt der Investor und ehemalige Hyatt-CEO Nicholas Pritzker.

## Rezeption
Die New York Post bezeichnete das Gebäude 2023 als „eine der am meisten verehrten Immobilien aus der Mitte des (20.) Jahrhunderts in Los Angeles“ und verglich seine äußere Erscheinung mit der Science-Fiction-Zeichentrickserie Die Jetsons. Die LA Times bezeichnete den ursprünglichen Entwurf Lautners als „muskulöse Formen und fließend, transparente Räume“, die vor der Renovierung durch Damaschke und McIlwee wegen „unsensibler Umbauten“ der Vorbesitzer und äußerer Einflüsse wie Rost, Trockenfäuke und Wasserschäden in einem schlechten Zustand gewesen seien.
Auf die Architektin und Architekturprofessorin Barbara-Ann Campbell-Lange wirkt das Garcia House durch seine Bauweise am Hang, als „schwebe es über dem Unterholz“. Durch die einfache Grundstruktur, die durch dynamische Bögen und ein Spiel mit mehreren Ebenen aufgelockert würde, entfalte sich ein Gefühl von „Leichtigkeit und Fröhlichkeit“. Der Architekt und Architekturprofessor Alan Hess bezeichnet das Garcia House als „ein weiteres von Lautners Schwebenden Häusern“ und vergleicht es wegen seiner gewagten Stelzenkonstruktion mit „einem Tablett auf den Fingern des Kellners“. Der Architekt und Architekturprofessor Jan-Richard Kikkert befindet, das Haus erwecke durch die Stelzenkonstruktion den Eindruck, es schwebe mitten in der Luft. Er stellt heraus, dass der Wohnbereich auf Fotos oft den Eindruck eines „merkwürdigen Raums von Hangar-artigen Proportionen“ mache, de facto aber über eine „angenehme Dimensionierung“ verfüge und durch die zahlreichen Ebenen in Teilräume portioniert werde. Kikkert merkt an, dass das ursprüngliche, offene Carport unter dem geschwungenen Dach dem Gebäude eine Leichtigkeit verliehen habe, die seit den entsprechenden Umbauten nicht mehr vorhanden sei.
Wie viele von Lautners Häusern wurde auch das Garcia House als Schauplatz für Hollywood-Filme und Werbespots genutzt. 1966 war es das Wohnhaus des Filmcharakters John Stamp in der Komödie Out of Sight, 1989 kam es im Actionfilm Brennpunkt L.A. vor. 2016 war das Haus Gegenstand der Iconic Houses Conference des Getty Center.